# Смертельний удар
Смертельний удар — трилер 2008 року.

## Сюжет
Детектив Джейкоб — один з найбільш знаменитих детективів по вбивствам в країні. Його жорстоку хватку відчув не один злочинець. Але цього разу, він, можливо, зустрів гідного супротивника — Лазеруса, хитрого та сильного вбивцю, який тероризує старий район міста. Переслідування Лазеруса на межі відчаю веде Джейкоба в темний злочинний світ — світ сексуального і неймовірно жорстокого насилля..